# Municipio de Grace (Minnesota)
El municipio de Grace (en inglés: Grace Township) es un municipio ubicado en el condado de Chippewa en el estado estadounidense de Minnesota. En el año 2010 tenía una población de 95 habitantes y una densidad poblacional de 1,02 personas por km².

## Geografía
El municipio de Grace se encuentra ubicado en las coordenadas 45°6′4″N 95°32′36″O / 45.10111, -95.54333. Según la Oficina del Censo de los Estados Unidos, el municipio tiene una superficie total de 92.7 km², de la cual 92,65 km² corresponden a tierra firme y (0,04 %) 0,04 km² es agua.

## Demografía
Según el censo de 2010, había 95 personas residiendo en el municipio de Grace. La densidad de población era de 1,02 hab./km². De los 95 habitantes, el municipio de Grace estaba compuesto por el 96,84 % blancos, el 2,11 % eran afroamericanos y el 1,05 % eran de una mezcla de razas. Del total de la población el 0 % eran hispanos o latinos de cualquier raza.